# Kapuska

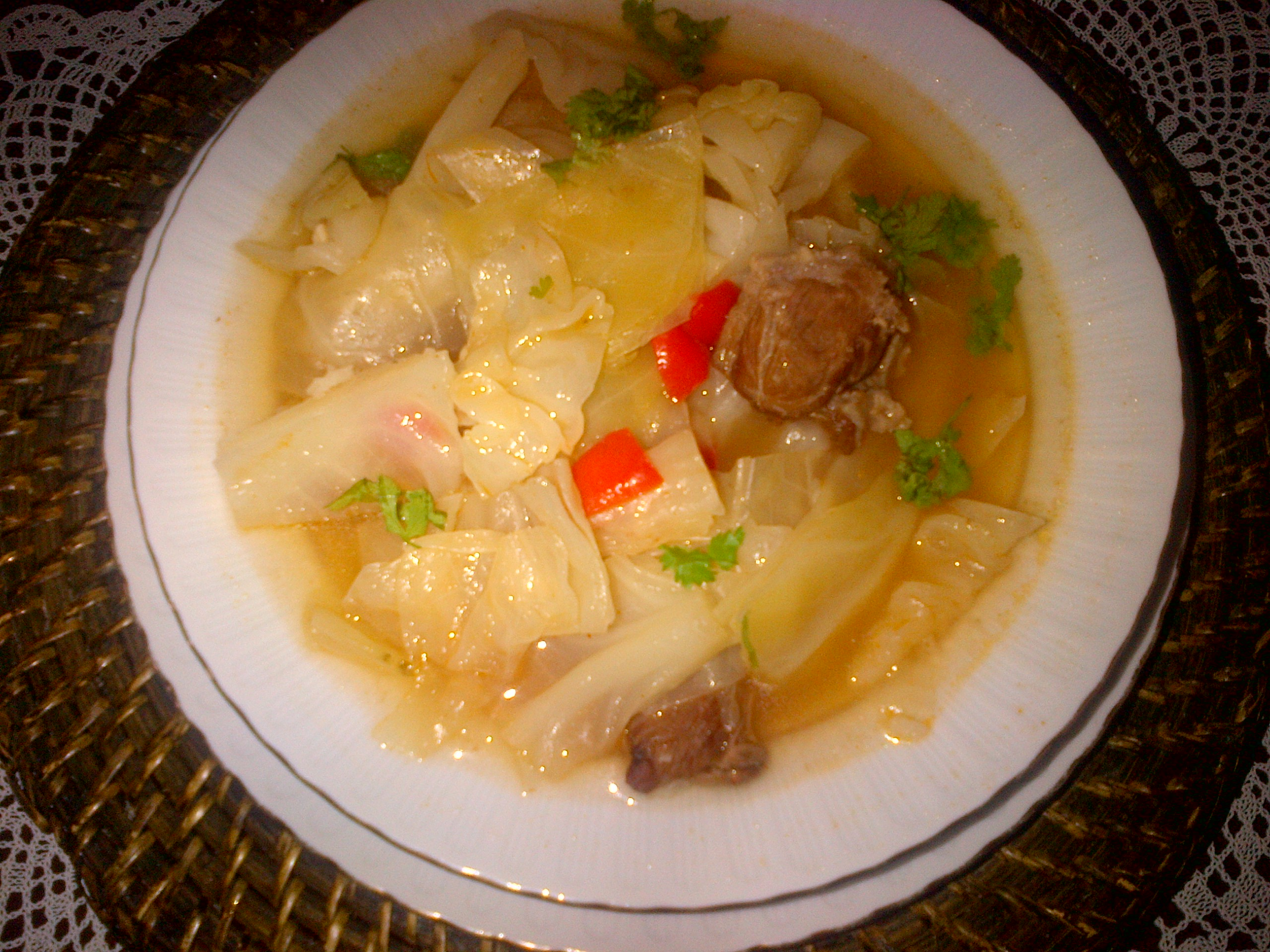
Kapuska con carne de ternera.

Kapuska es un guiso sustancioso tradicional de las cocinas turca y de los Balcanes su nombre proviene de la palabra rusa para repollo. Si bien el nombre es importado, el platillo es la versión turca del guiso de repollo popular en Rusia y Este de Europa. El kapuska es muy popular y ampliamente consumido en las regiones de Tracia y el mar Negro de Turquía.
Existen distintas variantes del kapuska en Turquía: con garbanzos, bulgur, arroz, carne picada, cordero, ternera, o vegetariano.
Se le conoce como el platillo de los pobres. El poeta turco Fethi Naci relata en sus memorias que durante la Segunda Guerra Mundial el platillo que comían casi diariamente era kapuska.

## Preparación
Se dora la carne trozada en pequeños pedazos en aceite o mantequilla. Luego se agrega cebolla picada y se cuece unos 5 min. Posteriormente se incorpora tomates cortados en daditos y se cocina a fuego lento durante unos 5 minutos, luego se agrega pimentón, chile, sal y pimienta. El preparado se mezcla y se incorpora pasta de tomate o pimiento.
A la mezcla se agrega agua caliente, y se reduce a fuego lento por unos 45 minutos cubierto con una tapa. En este punto se incorpora el repollo cortado en trozos.  Se revuelve y cocina a fuego lento por 30 minutos más hasta que el repollo esté suave.